# Аутсайдер
„Аутсайдер“ (на английски: Underdog) е американски супергеройски комедиен филм от 2007 г., базиран на едноименния анимационен сериал от 1960-те години. Режисиран от Фредерик дю Шо, по сценарий на Джо Пискатела, Адам Рифкин и Крейг А. Уилямс, във филма участват Джим Белуши, Питър Динклидж, Джон Слатъри и Патрик Уорбъртън, а озвучаващия състав се състои от Джейсън Лий, Ейми Адамс и Брад Гарет.